# Monte Belo do Sul
Monte Belo do Sul là một đô thị thuộc bang Rio Grande do Sul, Brasil. Đô thị này có diện tích 68,369 km², dân số năm 2007 là 2784 người, mật độ 40,72 người/km².